# 弗萊徹 (北卡羅萊納州)
弗萊徹（英語：Fletcher）是一個位於美國北卡羅萊納州亨德森縣的城鎮。

## 人口
根據2020年美國人口普查的數據，弗萊徹的面積為16.75平方千米，當中陸地面積為16.56平方千米，而水域面積為0.18平方千米。當地共有人口7987人，而人口密度為每平方千米477人。